# Мітилена
Мітилена, або Мітилі́ні (грец. Μυτιλήνη) — грецьке місто, столиця нома Лесбос, найбільший порт острова Лесбос.

## Клімат
Місто знаходиться у зоні, котра характеризується середземноморським кліматом. Найтепліший місяць — липень із середньою температурою 26.6 °C (79.9 °F). Найхолодніший місяць — січень, із середньою температурою 9.5 °С (49.1 °F).
| Клімат Мітилена         | Клімат Мітилена | Клімат Мітилена | Клімат Мітилена | Клімат Мітилена | Клімат Мітилена | Клімат Мітилена | Клімат Мітилена | Клімат Мітилена | Клімат Мітилена | Клімат Мітилена | Клімат Мітилена | Клімат Мітилена | Клімат Мітилена |
| Показник                | Січ.            | Лют.            | Бер.            | Квіт.           | Трав.           | Черв.           | Лип.            | Серп.           | Вер.            | Жовт.           | Лист.           | Груд.           | Рік             |
| Середній максимум, °C   | 12,1            | 12,6            | 14,6            | 19              | 23,9            | 28,5            | 30,4            | 30,2            | 26,7            | 21,7            | 17,2            | 13,8            | 20,9            |
| Середня температура, °C | 9,5             | 9,9             | 11,6            | 15,6            | 20,2            | 24,7            | 26,6            | 26,1            | 22,9            | 18,5            | 14,3            | 11,3            | 17,6            |
| Середній мінімум, °C    | 6,7             | 7               | 8               | 11,2            | 15,2            | 19,3            | 21,6            | 21,4            | 18,5            | 14,8            | 11,4            | 8,7             | 13,7            |
| Норма опадів, мм        | 98.3            | 89.3            | 71.5            | 46.2            | 21.5            | 5.7             | 2.2             | 3.2             | 10.5            | 38.9            | 96.6            | 105.2           | 589.1           |
| Днів з дощем            | 13              | 11,3            | 10,7            | 9,5             | 5,9             | 2,7             | 1               | 0,7             | 2,5             | 6,4             | 10              | 13,9            | 87,6            |
| Вологість повітря, %    | 71.8            | 70.2            | 67.5            | 64.3            | 62.9            | 58              | 56.4            | 57.8            | 60.1            | 66.5            | 71.1            | 72.5            | 64.9            |
| ----------------------- | --------------- | --------------- | --------------- | --------------- | --------------- | --------------- | --------------- | --------------- | --------------- | --------------- | --------------- | --------------- | --------------- |
| Джерело: Weatherbase    |                 |                 |                 |                 |                 |                 |                 |                 |                 |                 |                 |                 |                 |

## Історія
В античні часи Мітилена було великим полісом. Спочатку керувалося царями з династії Пенфілідів. У 493 до н. е. під час греко-перських воєн було захоплено персами. Входило до Делосського союзу після 478 р.
У 428 до н. е. в Мітилені відбулося повстання громадян проти афінської гегемонії. Афіняни жорстоко розправилися з містом: тисяча його мешканців була страчена, стіни міста зруйновані, частину міської території конфісковано і на ній посаджено близько 3 тисяч афінських клерухів, а флот передано Афінам.
В епоху еллінізму місто переживало занепад і відродилося тільки в період ранньої Римської імперії.
Будучи стародавнім містом, розташованим біля східного узбережжя, Мітілена спочатку була обмежена невеликим островом неподалік від берега, який пізніше був приєднаний до Лесбосу, створивши північну та південну гавані. Перші гавані Мітилени були з'єднані в давні часи каналом довжиною 700 м і шириною 30 м. Римський письменник Лонг говорить про білокам'яні мости, що з'єднують дві сторони. Грецьке слово εὔριπος eúripos є загальновживаним терміном, коли йдеться про протоку. Через протоку проходили стародавні військові кораблі, які називалися трієрами, з трьома або більше рядами гребців. Човни, які пропливали повз, були близько 6 м ширини плюс весла і глибина 2 м.
Густонаселені райони міста з’єднували дві ділянки землі мармуровими мостами. Зазвичай вони проходили по кривій лінії. Протока починається біля старого ринку під назвою Апано Скала. Він також був недалеко від вулиці Метрополіс і закінчувався біля Південної гавані. Можна стверджувати, що канал перетинав те, що зараз називається вулицею Ерму. Згодом протока почала накопичувати мул і землю. Було також втручання людини для захисту замку Мітилена. Згодом протоку засипало землею.
Мітилена успішно змагалася з Мітімною на півночі острова за лідерство на острові в сьомому столітті до нашої ери і стала центром процвітаючої східної глибинки острова. Її найвідомішими громадянами були поети Сапфо і Алкей, а також державний діяч Піттак (один із семи мудреців Греції). Місто славилося своїм великим виробництвом монет з електруму, які чеканилися з кінця шостого до середини четвертого століть до нашої ери.
Мітиленське повстання проти Афін у 428 р. до н.е. було подолано афінським експедиційним корпусом. Афінські громадські збори проголосували за вбивство всіх чоловіків міста та продаж жінок і дітей у рабство, але наступного дня під час Мітиленських дебатів змінили свою думку. Швидка трієра менш ніж за добу пропливла 186 морських миль (344 км) і принесла рішення про скасування загальної різанини, але тисячу громадян було страчено за участь у повстанні.
Аристотель прожив у Мітилені два роки, 337–335 рр. до н.е., зі своїм другом і наступником Теофрастом (уродженцем острова), після того, як він був вихователем Олександра, сина царя Філіпа II Македонського.
Римляни, серед яких був молодий Юлій Цезар, успішно перемогли Мітилену в 81 році до нашої ери під час облоги Мітилени. Хоча Мітилена підтримувала сторону, що програла в більшості великих війн першого століття до нашої ери, її державним діячам вдалося переконати Рим у підтримці ним нового правителя Середземномор’я, і місто процвітало в римські часи.
У 56 році нашої ери євангеліст Лука, апостол Павло та їхні супутники ненадовго зупинилися там під час зворотньої подорожі під час третьої місіонерської подорожі Павла (Дії 20:14), відпливши з Ассоса (приблизно 50 км (31 миля)). З Мітилени вони продовжили шлях до Хіоса (Дії 20:15).
Дія роману Лонгуса «Дафніс і Хлоя» розгортається в навколишній країні й починається описом міста.
Вчений та історик Захарія Ретор, також відомий як Захарія з Мітилени, походив з Мітилени і жив приблизно з 465 до 536 року. Він був призначений єпископом Мітилени і, можливо, був халкидонським християнином. Він або помер, або був скинутий між 536 і 553 роками.
Місто Мітилена також було домом для візантійських святих 9-го століття, які були братами, архієпископом Георгієм, Симеоном Столпником і Давидом Преподобним. Церква Святого Симеона в Мітилені вшановує одного з трьох братів.
Привернувши увагу імператриці Зої Багрянородної, Костянтин IX Мономах був засланий до Мітилени на острові Лесбос її другим чоловіком, Михаїлом IV Пафлагонським. Смерть Михайла IV і повалення Михайла V у 1042 році призвели до того, що Костянтина було відкликано з місця заслання та призначено суддею в Греції.
На Лесбосі та Мітилені з давніх часів проживало єврейське населення. У 1170 році Беньямін Тудела заснував на острові десять невеликих єврейських громад.
У середні віки він був частиною Візантійської імперії та був окупований на деякий час сельджуками під Цахасом у 1085 році. У 1198 році Венеціанська республіка отримала право на торгівлю з міського порту.
У XIII столітті його захопив імператор Нікеї Феодор I Ласкаріс. У 1335 році візантійці за допомогою османських військ відвоювали острів, який тоді належав генуезькому дворянину Доменіко Каттанео. У 1355 році імператор Іоанн V Палеолог подарував його генуезькому авантюристу Франческо Гаттілузіо, який одружився з сестрою імператора Марією. Вони відновили фортецю в 1373 році, і вона залишалася в руках генуезців до 1462 року, коли її обложив і захопив османський султан Мехмед Завойовник.
У рамках Великої турецької війни біля узбережжя Мітилени в 1690 р. відбулася битва при Мітилені, коли венеціанські вітрильники атакували османські та берберські флагмани. Це призвело до перемоги венеціанців.
Мітилена разом з рештою Лесбосу залишалася під контролем Османської імперії.

## Економіка
Виробництво оливкової олії, вина, тютюну, текстильних виробів, шкір і мила, обробка фруктів (переважно на вивіз). Рибальство, туризм.

## Населення
| Рік  | Місто  | Муніципалітет |
| ---- | ------ | ------------- |
| 1981 | 24,991 | -             |
| 1991 | 23,971 | 33,157        |
| 2001 | 27,247 | 36,196        |

## Культура та пам'ятки
- Егейський університет.
- Руїни давньогрецького театру.
- Генуезька фортеця.

## Персоналії
- Сапфо — давньогрецька поетеса, композиторка і музикантка, прославила Мітилену у своїх піснях.
- Алкей — давньогрецький поет, шанувальник Сапфо.
- Піттак — давньогрецький мудрець, законодавець, один із «семи мудреців».
- Крінагор — давньогрецький політик та поет
- Арістотель — давньогрецький філософ, засновник класичної (формальної) логіки, мешкав у місті два роки. Саме з Мітилени македонський цар Філіпп закликав його до свого двору і довірив йому виховання свого сина, Александра[4].